# Pseudophryne corroboree

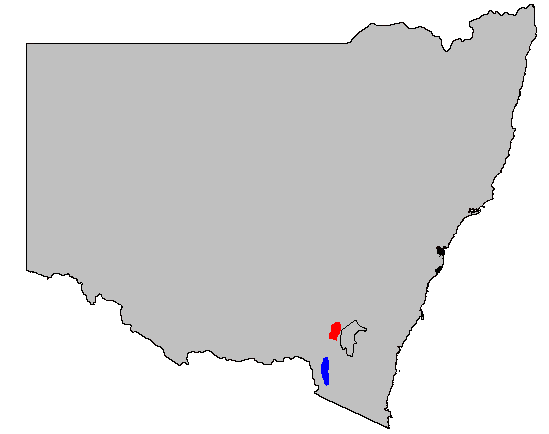
Verbreitung,
blau: Pseudophryne corroboree,
rot: Pseudophryne pengilleyi

Pseudophryne corroboree ist ein im australischen Bundesstaat New South Wales vorkommender Froschlurch aus der Familie der Australischen Südfrösche (Myobatrachidae).

## Beschreibung
Pseudophryne corroboree erreicht im ausgewachsenen Zustand eine Kopf-Rumpf-Länge von 22 bis 30 Millimetern und ein Gewicht von bis zu 3,0 Gramm. Weibchen (24–30 mm) sind etwas größer als Männchen (22–28 mm). Die Rückenfärbung zeigt ein Muster von gelben Längsstreifen auf schwarzem Grund, das sich auch über die Beine fortsetzt. Die Unterseite ist schwarz/gelb/weiß marmoriert. Farblich unterscheiden sich die Geschlechter nicht.

## Ähnliche Arten
Pseudophryne pengilleyi ist farblich von Pseudophryne corroboree kaum zu unterscheiden, kommt jedoch nur in der Brindabella Range vor, sodass es keine geographische Überlappung der beiden Arten gibt.

## Verbreitung und Lebensraum
Pseudophryne corroboree kommt in den Snowy Mountains im Kosciuszko-Nationalpark in Höhenlagen zwischen 1300 und 1760 Metern vor. Die Art besiedelt in erster Linie Torfmoosgebiete, Sümpfe und Moore.

## Lebensweise
Die überwiegend nachtaktiven Frösche halten sich tagsüber versteckt unter umgestürzten Bäumen oder Felsen sowie im dichten Laub am Boden auf. Sie ernähren sich hauptsächlich von kleinen Wirbellosen wie Ameisen, Termiten, Käfern, Insektenlarven und Milben. Kaulquappen ernähren sich von Algen und kleinen organischen Substanzen. Die Art hat aufgrund ihrer giftigen Hautsekrete und ihrer auffälligen Warnfärbung kaum Fressfeinde.
Während der Paarungszeit im Januar und Februar lässt das Männchen einen Paarungsruf von leicht erhöhter Warte oder aus einer Bruthöhle erschallen. Die Brutzeit ist relativ kurz, da sie vom alpinen Klima abhängt. Ein Weibchen legt 10 bis 38 Eier in tiefen Höhlen, die vom Männchen angelegt werden und dazu neigen, saisonal überschwemmt zu werden. Nach der Eiablage bewachen die Männchen noch ca. zwei bis vier Wochen die Eier. Zunächst entwickeln sich die Eier zu einem fortgeschrittenen Stadium, bevor die Entwicklung aufhört und sie in eine Diapause eintreten, wo die Embryonen ruhen, ohne sich weiterzuentwickeln. Erst die Überschwemmung der Höhle nach Herbst- oder Winterregen regt die Embryonen zum Schlüpfen an. Nach dem Schlüpfen suchen die Kaulquappen angrenzende Wasserstellen auf, wo sie den Rest ihres aquatischen Lebens verbringen und eine Länge von bis zu 30 Millimetern erreichen. Die Larvenperiode erstreckt sich über 180 bis 210 Tage. Die Metamorphose findet im Frühsommer statt. Die Frösche erlangen drei Jahre nach dem Schlüpfen die Geschlechtsreife.

## Gefährdung
Wegen ihres extrem kleinen Verbreitungsgebietes sowie ihrer Anfälligkeit für Krankheiten wird Pseudophryne corroboree von der Weltnaturschutzorganisation IUCN als „critically endangered = vom Aussterben bedroht“ geführt. Die Hauptbedrohung für diese Froschart stellt die Krankheit Chytridiomykose dar, die durch eine Infektion mit dem für Amphibien tödlichen Chytridpilz verursacht wird. Ein weiteres Problem ist die Klimaerwärmung, die sich auf die alpine Umgebung des Frosches negativ auswirkt. Viele Tiere starben auch während der Buschbrände in Australien 2019/2020. Um die Art vor der Ausbreitung der Chytridpilz-Infektion zu schützen, wurden keimfreie Schutzzonen mit speziellen Behältern im Kosciuszko-Nationalpark angelegt. Diese Behälter sind mit Bewässerungssystemen ausgestaltet, um weitgehend feuerfest zu sein.
Im Healesville Sanctuary und weiteren Zoos in Victoria sowie im Taronga Western Plains Zoo in New South Wales laufen Programme, um in jedem Jahr nachgezüchtete Frösche, Kaulquappen oder Eier auszusetzen. Die Zuchtprogramme waren so erfolgreich, dass Hunderte von Fröschen und Tausenden von Eiern im Kosciuszko-Nationalpark freigesetzt werden konnten.